# 2015-ös Formula–1 brit nagydíj
A brit nagydíj volt a 2015-ös Formula–1 világbajnokság kilencedik futama, amelyet 2015. július 3. és július 5. között rendeztek meg az angliai Silverstone-ban.

## Szabadedzések

### Első szabadedzés
A brit nagydíj első szabadedzését július 3-án, pénteken délelőtt tartották.
| helyezés | versenyző          | csapat/motor         | elért idő | különbség | futott kör |
| -------- | ------------------ | -------------------- | --------- | --------- | ---------- |
| 1        | Nico Rosberg       | Mercedes             | 1:34,274  | −         | 12         |
| 2        | Lewis Hamilton     | Mercedes             | 1:34,344  | +0,070    | 26         |
| 3        | Max Verstappen     | Toro Rosso-Renault   | 1:35,530  | +1,256    | 18         |
| 4        | Kimi Räikkönen     | Ferrari              | 1:35,588  | +1,314    | 21         |
| 5        | Carlos Sainz Jr.   | Toro Rosso-Renault   | 1:35,669  | +1,395    | 33         |
| 6        | Sebastian Vettel   | Ferrari              | 1:35,739  | +1,465    | 17         |
| 7        | Daniel Ricciardo   | Red Bull-Renault     | 1:35,818  | +1,544    | 26         |
| 8        | Danyiil Kvjat      | Red Bull-Renault     | 1:35,876  | +1,602    | 22         |
| 9        | Nico Hülkenberg    | Force India-Mercedes | 1:36,157  | +1,883    | 28         |
| 10       | Felipe Massa       | Williams-Mercedes    | 1:36,469  | +2,195    | 23         |
| 11       | Felipe Nasr        | Sauber-Ferrari       | 1:36,855  | +2,581    | 20         |
| 12       | Sergio Pérez       | Force India-Mercedes | 1:36,889  | +2,615    | 26         |
| 13       | Susie Wolff        | Williams-Mercedes    | 1:37,242  | +2,968    | 19         |
| 14       | Jolyon Palmer      | Lotus-Mercedes       | 1:37,262  | +2,988    | 26         |
| 15       | Raffaele Marciello | Sauber-Ferrari       | 1:37,372  | +3,098    | 17         |
| 16       | Pastor Maldonado   | Lotus-Mercedes       | 1:38,080  | +3,806    | 8          |
| 17       | Fernando Alonso    | McLaren-Honda        | 1:38,222  | +3,948    | 12         |
| 18       | Jenson Button      | McLaren-Honda        | 1:38,860  | +4,586    | 10         |
| 19       | Will Stevens       | Manor-Ferrari        | 1:38,981  | +4,707    | 23         |
| 20       | Roberto Merhi      | Manor-Ferrari        | 1:40,477  | +6,203    | 23         |

### Második szabadedzés
A brit nagydíj második szabadedzését július 3-án, pénteken délután tartották.
| helyezés | versenyző        | csapat/motor         | elért idő | különbség | futott kör |
| -------- | ---------------- | -------------------- | --------- | --------- | ---------- |
| 1        | Nico Rosberg     | Mercedes             | 1:34,155  | −         | 34         |
| 2        | Kimi Räikkönen   | Ferrari              | 1:34,502  | +0,347    | 29         |
| 3        | Sebastian Vettel | Ferrari              | 1:34,522  | +0,367    | 27         |
| 4        | Lewis Hamilton   | Mercedes             | 1:34,621  | +0,466    | 23         |
| 5        | Danyiil Kvjat    | Red Bull-Renault     | 1:35,009  | +0,854    | 25         |
| 6        | Daniel Ricciardo | Red Bull-Renault     | 1:35,153  | +0,998    | 22         |
| 7        | Max Verstappen   | Toro Rosso-Renault   | 1:35,300  | +1,145    | 36         |
| 8        | Nico Hülkenberg  | Force India-Mercedes | 1:35,387  | +1,232    | 34         |
| 9        | Carlos Sainz Jr. | Toro Rosso-Renault   | 1:35,866  | +1,711    | 37         |
| 10       | Felipe Massa     | Williams-Mercedes    | 1:36,147  | +1,992    | 33         |
| 11       | Pastor Maldonado | Lotus-Mercedes       | 1:36,164  | +2,009    | 32         |
| 12       | Valtteri Bottas  | Williams-Mercedes    | 1:36,183  | +2,028    | 33         |
| 13       | Sergio Pérez     | Force India-Mercedes | 1:36,351  | +2,196    | 29         |
| 14       | Romain Grosjean  | Lotus-Mercedes       | 1:36,728  | +2,573    | 21         |
| 15       | Fernando Alonso  | McLaren-Honda        | 1:36,731  | +2,576    | 19         |
| 16       | Felipe Nasr      | Sauber-Ferrari       | 1:36,822  | +2,667    | 23         |
| 17       | Jenson Button    | McLaren-Honda        | 1:37,196  | +3,041    | 16         |
| 18       | Marcus Ericsson  | Sauber-Ferrari       | 1:37,327  | +3,172    | 37         |
| 19       | Will Stevens     | Manor-Ferrari        | 1:38,279  | +4,124    | 21         |
| 20       | Roberto Merhi    | Manor-Ferrari        | 1:39,878  | +5,723    | 21         |

### Harmadik szabadedzés
A brit nagydíj harmadik szabadedzését július 4-én, szombaton délelőtt tartották.
| helyezés | versenyző        | csapat/motor         | elért idő | különbség | futott kör |
| -------- | ---------------- | -------------------- | --------- | --------- | ---------- |
| 1        | Lewis Hamilton   | Mercedes             | 1:32,917  | −         | 18         |
| 2        | Nico Rosberg     | Mercedes             | 1:33,469  | +0,552    | 14         |
| 3        | Kimi Räikkönen   | Ferrari              | 1:33,692  | +0,775    | 20         |
| 4        | Sebastian Vettel | Ferrari              | 1:33,918  | +1,001    | 17         |
| 5        | Max Verstappen   | Toro Rosso-Renault   | 1:34,147  | +1,230    | 20         |
| 6        | Carlos Sainz Jr. | Toro Rosso-Renault   | 1:34,282  | +1,365    | 23         |
| 7        | Felipe Massa     | Williams-Mercedes    | 1:34,501  | +1,584    | 19         |
| 8        | Valtteri Bottas  | Williams-Mercedes    | 1:34,538  | +1,621    | 19         |
| 9        | Danyiil Kvjat    | Red Bull-Renault     | 1:34,545  | +1,628    | 16         |
| 10       | Pastor Maldonado | Lotus-Mercedes       | 1:34,708  | +1,791    | 25         |
| 11       | Nico Hülkenberg  | Force India-Mercedes | 1:34,886  | +1,969    | 21         |
| 12       | Daniel Ricciardo | Red Bull-Renault     | 1:34,896  | +1,979    | 15         |
| 13       | Sergio Pérez     | Force India-Mercedes | 1:35,121  | +2,204    | 22         |
| 14       | Romain Grosjean  | Lotus-Mercedes       | 1:35,246  | +2,329    | 22         |
| 15       | Felipe Nasr      | Sauber-Ferrari       | 1:35,587  | +2,670    | 19         |
| 16       | Jenson Button    | McLaren-Honda        | 1:35,695  | +2,778    | 19         |
| 17       | Marcus Ericsson  | Sauber-Ferrari       | 1:35,919  | +3,002    | 20         |
| 18       | Fernando Alonso  | McLaren-Honda        | 1:36,101  | +3,184    | 6          |
| 19       | Will Stevens     | Manor-Ferrari        | 1:37,989  | +5,072    | 19         |
| 20       | Roberto Merhi    | Manor-Ferrari        | 1:38,285  | +5,368    | 18         |

## Időmérő edzés
A brit nagydíj időmérő edzését július 4-én, szombaton futották.
| helyezés              | rajtszám | versenyző        | csapat/motor         | 1. rész  | 2. rész  | 3. rész  | rajthely | futott kör |
| --------------------- | -------- | ---------------- | -------------------- | -------- | -------- | -------- | -------- | ---------- |
| 1                     | 44       | Lewis Hamilton   | Mercedes             | 1:33,796 | 1:33,068 | 1:32,248 | 1        | 14         |
| 2                     | 6        | Nico Rosberg     | Mercedes             | 1:33,475 | 1:32,737 | 1:32,361 | 2        | 14         |
| 3                     | 19       | Felipe Massa     | Williams-Mercedes    | 1:34,542 | 1:33,707 | 1:33,085 | 3        | 21         |
| 4                     | 77       | Valtteri Bottas  | Williams-Mercedes    | 1:34,171 | 1:33,020 | 1:33,149 | 4        | 19         |
| 5                     | 7        | Kimi Räikkönen   | Ferrari              | 1:33,426 | 1:33,911 | 1:33,379 | 5        | 19         |
| 6                     | 5        | Sebastian Vettel | Ferrari              | 1:33,562 | 1:33,641 | 1:33,547 | 6        | 18         |
| 7                     | 26       | Danyiil Kvjat    | Red Bull-Renault     | 1:34,422 | 1:33,520 | 1:33,636 | 7        | 22         |
| 8                     | 55       | Carlos Sainz Jr. | Toro Rosso-Renault   | 1:34,641 | 1:34,071 | 1:33,649 | 8        | 19         |
| 9                     | 27       | Nico Hülkenberg  | Force India-Mercedes | 1:34,594 | 1:33,693 | 1:33,673 | 9        | 21         |
| 10                    | 3        | Daniel Ricciardo | Red Bull-Renault     | 1:34,272 | 1:33,749 | 1:33,943 | 10       | 20         |
| 11                    | 11       | Sergio Pérez     | Force India-Mercedes | 1:34,250 | 1:34,268 |          | 11       | 14         |
| 12                    | 8        | Romain Grosjean  | Lotus-Mercedes       | 1:34,646 | 1:34,430 |          | 12       | 9          |
| 13                    | 33       | Max Verstappen   | Toro Rosso-Renault   | 1:34,819 | 1:34,502 |          | 13       | 14         |
| 14                    | 13       | Pastor Maldonado | Lotus-Mercedes       | 1:34,877 | 1:34,511 |          | 14       | 16         |
| 15                    | 9        | Marcus Ericsson  | Sauber-Ferrari       | 1:34,643 | 1:34,868 |          | 15       | 13         |
| 16                    | 12       | Felipe Nasr      | Sauber-Ferrari       | 1:34,888 |          |          | 16       | 7          |
| 17                    | 14       | Fernando Alonso  | McLaren-Honda        | 1:34,959 |          |          | 17       | 8          |
| 18                    | 22       | Jenson Button    | McLaren-Honda        | 1:35,207 |          |          | 18       | 9          |
| 19                    | 28       | Will Stevens     | Manor-Ferrari        | 1:37,364 |          |          | 19       | 9          |
| 20                    | 98       | Roberto Merhi    | Manor-Ferrari        | 1:39,377 |          |          | 20       | 8          |
| 107%-os idő: 1:39,965 |          |                  |                      |          |          |          |          |            |

## Futam
A brit nagydíj futama július 5-én, vasárnap rajtolt.
| helyezés | rajtszám | versenyző        | csapat/motor         | futott kör | idő/kiesés oka   | rajthely | pont |
| -------- | -------- | ---------------- | -------------------- | ---------- | ---------------- | -------- | ---- |
| 1        | 44       | Lewis Hamilton   | Mercedes             | 52         | 1:31:27,729      | 1        | 25   |
| 2        | 6        | Nico Rosberg     | Mercedes             | 52         | +10,956          | 2        | 18   |
| 3        | 5        | Sebastian Vettel | Ferrari              | 52         | +25,443          | 6        | 15   |
| 4        | 19       | Felipe Massa     | Williams-Mercedes    | 52         | +36,839          | 3        | 12   |
| 5        | 77       | Valtteri Bottas  | Williams-Mercedes    | 52         | +1:03,194        | 4        | 10   |
| 6        | 26       | Danyiil Kvjat    | Red Bull-Renault     | 52         | +1:03,955        | 7        | 8    |
| 7        | 27       | Nico Hülkenberg  | Force India-Mercedes | 52         | +1:18,744        | 9        | 6    |
| 8        | 7        | Kimi Räikkönen   | Ferrari              | 51         | +1 kör           | 5        | 4    |
| 9        | 11       | Sergio Pérez     | Force India-Mercedes | 51         | +1 kör           | 11       | 2    |
| 10       | 14       | Fernando Alonso  | McLaren-Honda        | 51         | +1 kör           | 17       | 1    |
| 11       | 9        | Marcus Ericsson  | Sauber-Ferrari       | 51         | +1 kör           | 15       |      |
| 12       | 98       | Roberto Merhi    | Manor-Ferrari        | 49         | +3 kör           | 19       |      |
| 13       | 28       | Will Stevens     | Manor-Ferrari        | 49         | +3 kör           | 20       |      |
| ki       | 55       | Carlos Sainz Jr. | Toro Rosso-Renault   | 31         | erőforrás        | 8        |      |
| ki       | 3        | Daniel Ricciardo | Red Bull-Renault     | 21         | erőforrás        | 10       |      |
| ki       | 33       | Max Verstappen   | Toro Rosso-Renault   | 3          | kicsúszás        | 13       |      |
| ki       | 8        | Romain Grosjean  | Lotus-Mercedes       | 0          | baleset          | 12       |      |
| ki       | 13       | Pastor Maldonado | Lotus-Mercedes       | 0          | baleseti sérülés | 14       |      |
| ki       | 22       | Jenson Button    | McLaren-Honda        | 0          | baleset          | 18       |      |
| ni[1]    | 12       | Felipe Nasr      | Sauber-Ferrari       | 0          | sebességváltó    | 16       |      |

Megjegyzés:
- ↑ 1:  — Felipe Nasr autója a kivezető körön váltóhiba miatt megállt, ezért nem tudott elrajtolni a futamon.

## A világbajnokság állása a verseny után
| H   | Versenyzők       | Pont | H   | Konstruktőrök        | Pont |
| --- | ---------------- | ---- | --- | -------------------- | ---- |
| 1.  | Lewis Hamilton   | 194  | 1.  | Mercedes             | 371  |
| 2.  | Nico Rosberg     | 177  | 2.  | Ferrari              | 211  |
| 3.  | Sebastian Vettel | 135  | 3.  | Williams-Mercedes    | 151  |
| 4.  | Valtteri Bottas  | 77   | 4.  | Red Bull-Renault     | 63   |
| 5.  | Kimi Räikkönen   | 76   | 5.  | Force India-Mercedes | 39   |
| 6.  | Felipe Massa     | 74   | 6.  | Lotus-Mercedes       | 29   |
| 7.  | Daniel Ricciardo | 36   | 7.  | Sauber-Ferrari       | 21   |
| 8.  | Danyiil Kvjat    | 27   | 8.  | Toro Rosso-Renault   | 19   |
| 9.  | Nico Hülkenberg  | 24   | 9.  | McLaren-Honda        | 5    |
| 10. | Romain Grosjean  | 17   | 10. | Manor-Ferrari        | 0    |

(A teljes táblázat)

## Statisztikák
- Vezető helyen:
  - Felipe Massa: 19 kör (1-18) és (20)
  - Lewis Hamilton: 31 kör (19), (22-43) és (45-52)
  - Valtteri Bottas: 1 kör (21)
  - Nico Rosberg: 1 kör (44)
- Lewis Hamilton 38. győzelme, 46. pole-pozíciója és 24. leggyorsabb köre, ezzel pedig 8. mesterhármasa.
- A Mercedes 37. győzelme.
- Lewis Hamilton 79., Nico Rosberg 35., Sebastian Vettel 72. dobogós helyezése.
- Sorozatban 9. alkalommal állhatott fel egy csapat mindkét pilótája (itt a két Mercedes pilóta) a dobogóra.
- Lewis Hamilton sorozatban 18 futamon állt az élen legalább egy kör erejéig, ezzel megdöntötte Jackie Stewart korábbi rekordját.[2]